# Barriera Albertina
La Barriera Albertina era una barriera doganale della città di Novara. Ad oggi (2021) ospita mostre e conferenze a carattere culturale, sociale e artistico.

## Storia

### XIX secolo

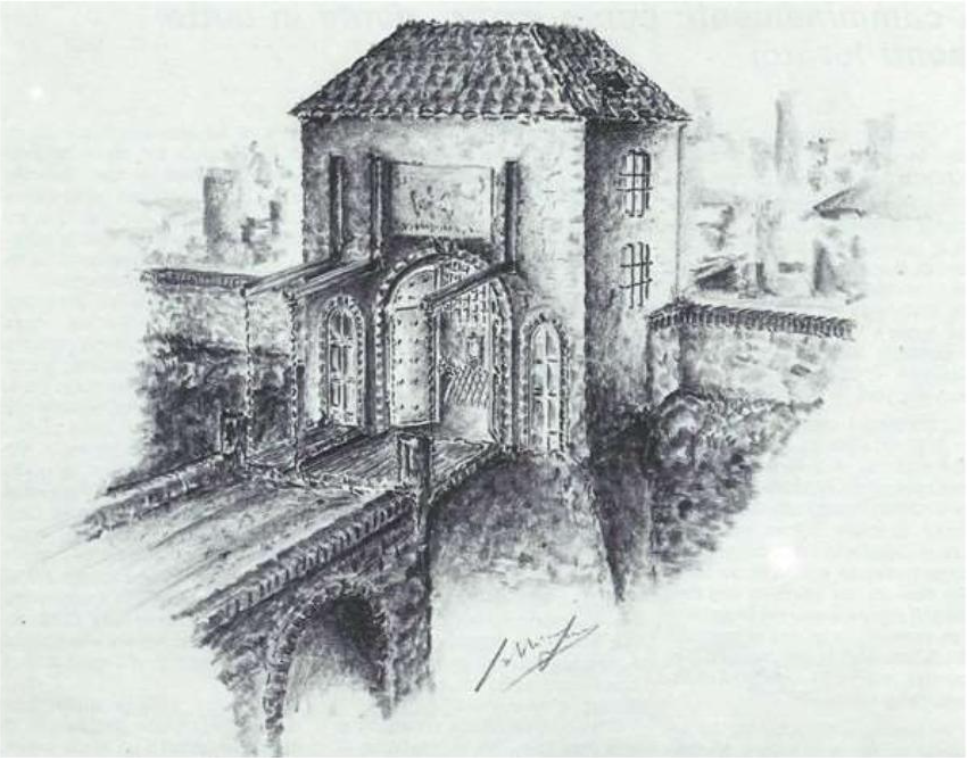
Porta Vercelli, costruita nel XVII secolo e sostituita nel XIX secolo dalla Barriera Albertina

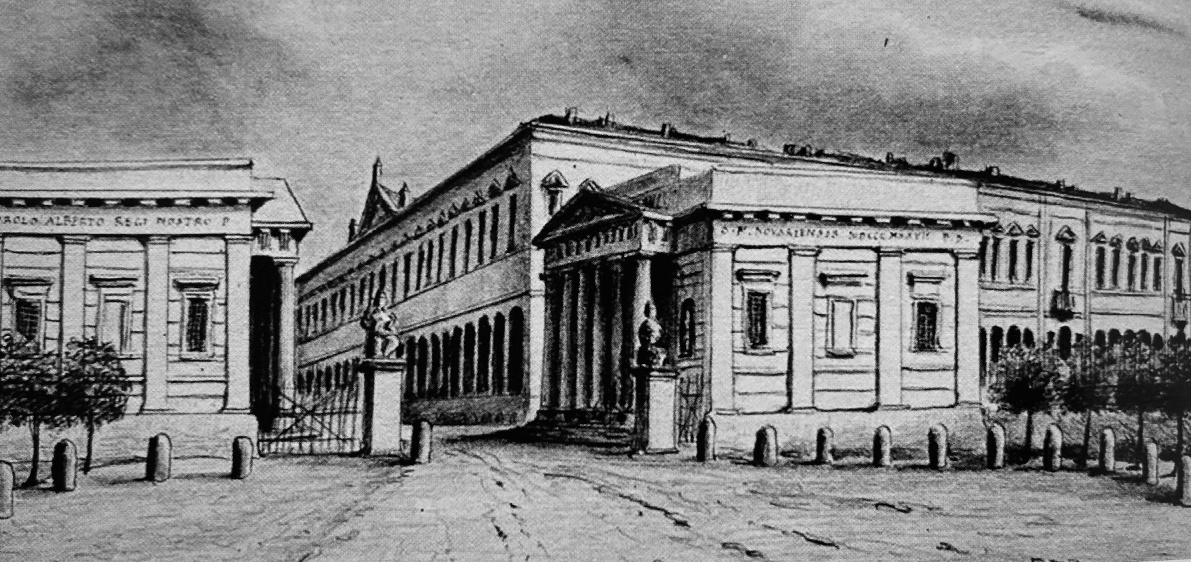
Barriera Albertina nel 1844, in un disegno di Clemente Rovere

Il 25 gennaio 1836 il consiglio comunale di Novara decise di sostituire le quattro porte della città con caselli daziari. Data la recente crescita urbanistica, l'intervento era necessario per convertire le precedenti strutture prettamente militari a funzioni economico-commerciali.
Fu scelto di iniziare l'opera dall'ingresso di ponente, Porta Vercelli (alcune fonti riportano il nome Porta Torino), costruita al principio del XVII secolo per ordine del governatore spagnolo Azevedo de Fuentes e presso la quale correva il terrapieno dei baluardi fino a Piazza Castello. Il punto era strategico poiché la recente costruzione del Palazzo del Mercato aveva incrementato considerevolmente il transito di merci.
La progettazione fu affidata all'ingegnere Antonio Agnelli, membro della Commissione d'Ornato, che ridisegnò l'area demolendo la vecchia porta e il relativo torrione, aprendo un varco nel terrapieno e costruendo due edifici gemelli, con le facciate rivolte alla strada, quello a nord destinato alle guardie e quello a sud all'ufficio di riscossione del dazio. La nuova barriera doganale si collocava al termine della Strada Regia, opera precedente dello stesso Agnelli, come elegante e moderna quinta scenografica che oggi è conosciuta come via XX Settembre.

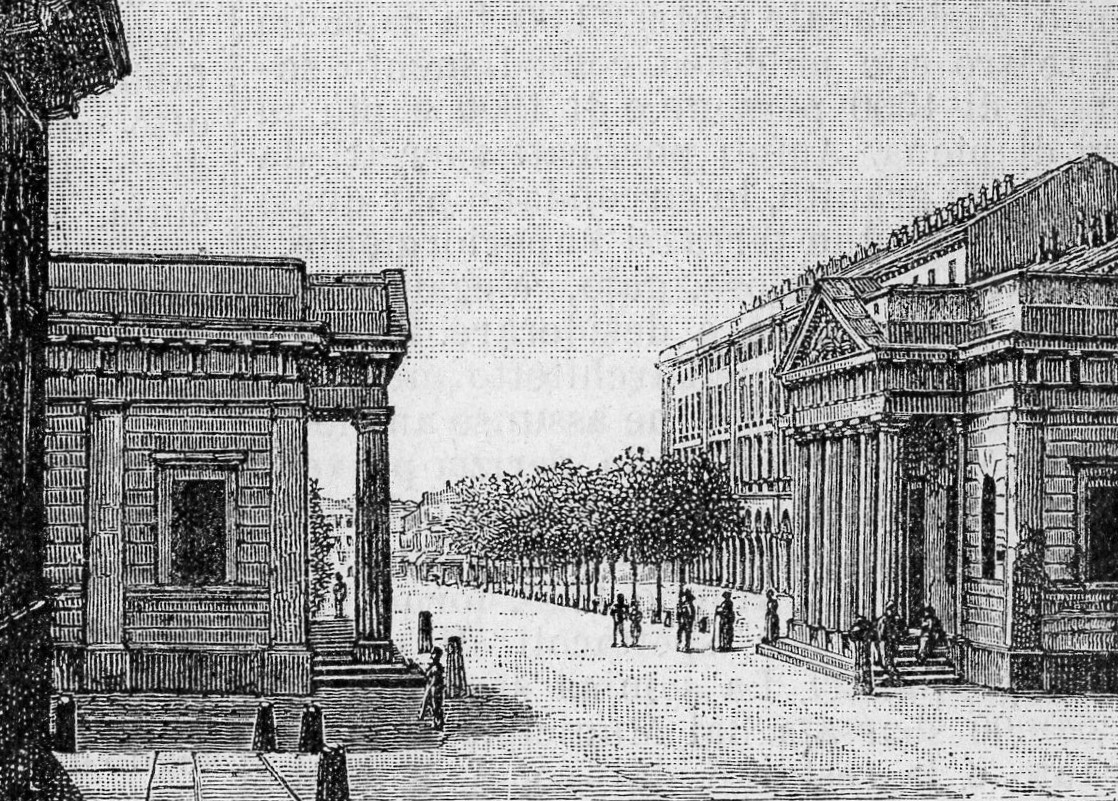
Barriera Albertina in una xilografia del 1889

L'architettura fu dedicata a Carlo Alberto ed inaugurata il 4 novembre 1837 dallo stesso sovrano. Essa doveva rappresentare la gratitudine dei novaresi per gli interventi del sovrano a favore dell'agricoltura, del commercio e in generale dell'economia del novarese. L'organizzatore della cerimonia fu Giacomo Giovanetti, suo consigliere.
I due edifici furono sede degli Uffici Daziari e delle Imposte Comunali fino al 1870.

### XX secolo
Nel 1978 la struttura fu oggetto di un'opera di restauro, che a fine maggio risultava quasi ultimata.

### XXI secolo

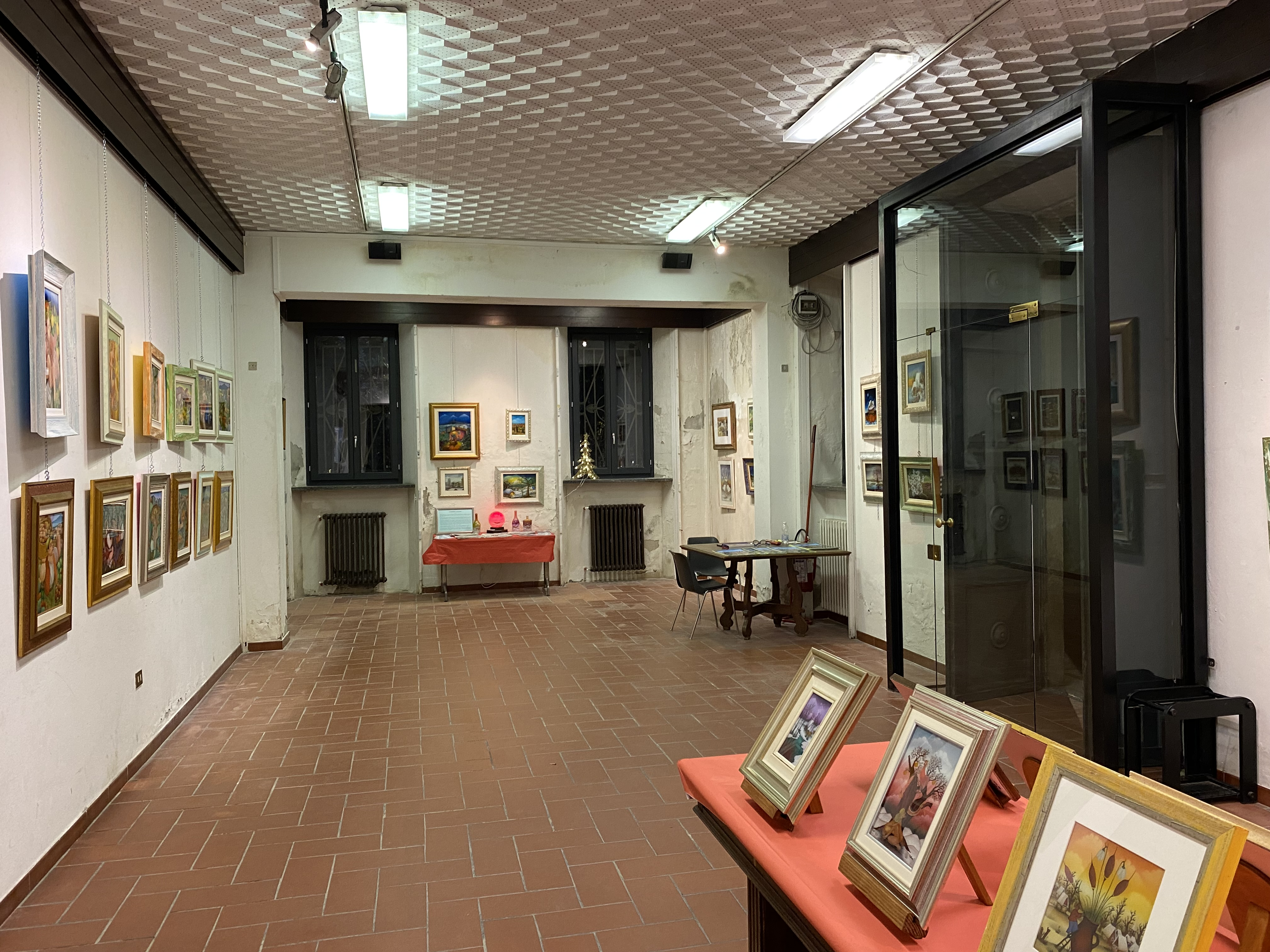
Interno dell'edificio sud, ospitante una mostra (2021)

Dal 2012 l'edificio nord è concesso in comodato gratuito decennale alla ONLUS Fondazione Comunità Novarese, che vi ha stabilito la propria sede.
Nella notte fra il 9 e il 10 marzo 2014 la Barriera è stata oggetto di un atto vandalico: alcuni ignoti hanno staccato l'avambraccio sinistro di una delle statue a decorazione dell'edificio sud. Le forze dell'ordine hanno recuperato alcuni frammenti rimasti a terra, ora custoditi presso il museo Faraggiana.

## Descrizione

### Struttura
I due edifici hanno pianta quadrata, ad un solo piano, con copertura piana. Le facciate presentano un pronao esastilo di ordine dorico, sormontato da un timpano. I muri esterni sono caratterizzati da un liscio bugnato, interrotto da semplici lesene doriche, che inframezzano le finestre architravate. L'aspetto risulta sobrio ed essenziale, misurato nelle proporzioni, allineato ai canoni neoclassici.

### Decorazione

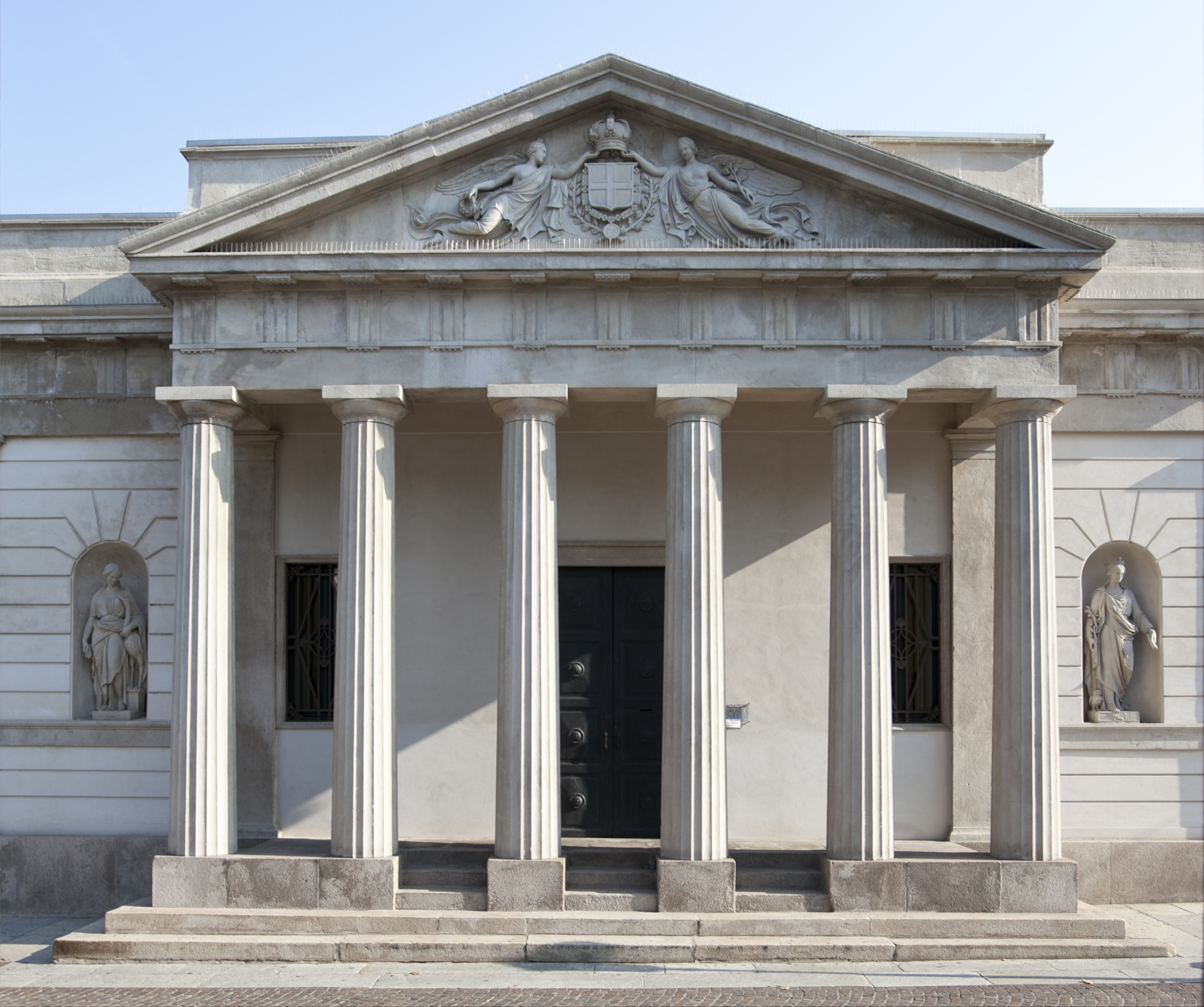
Facciata dell'edificio nord

La decorazione scultorea fu affidata a Giuseppe Argenti, membro della scuola di Pompeo Marchesi, autore a sua volta della statua di Carlo Emanuele III in via Puccini. Argenti scelse i soggetti secondo le indicazioni dello storico Francesco Antonio Bianchini, per rivestire l'edificio di figure e rilievi significativi. Sul timpano dei due pronai fu posto un rilievo con due figure femminili, simmetriche, che reggono le insegne reali e della città: ciò rappresenta lo stretto rapporto tra gli interventi sabaudi e sviluppo urbano. Ai lati del vestibolo, sui prospetti principali, sono le personificazioni della Beneficenza Regia, della Riconoscenza, dell'Agricoltura e del Commercio. Inizialmente erano presenti anche due statue collocate sui pilastri di sostegno della cancellata in ferro battuto: le rappresentazioni della Concordia e della Vigilanza.
Nella parte superiore della facciata occidentale di ciascun edificio sono le seguenti scritte, entrambe ideate dallo storico Francesco Antonio Bianchini: KAROLO ALBERTO REGI NOSTRO PATRI P. sull'edificio nord, O.P.Q. NOVARIENSIS MDCCCXXXVII D.D. sull'edificio sud.
La cancellata fu progettata dall'artista Pelagio Palagi, già autore della cancellata di Palazzo Reale a Torino. In seguito essa fu, assieme alle due statue, spostata presso il monumento a Carlo Alberto, in piazza del Rosario (piazza Gramsci). Dopo la distruzione di questo monumento, nel settembre 1944, le statue furono infine destinate all'ingresso del cimitero, dove sono tuttora.

## In letteratura
La Barriera Albertina è nominata nel romanzo La chimera di Sebastiano Vassalli: subito dopo l'adozione da parte dei coniugi Nidasio, la protagonista Antonia è condotta dai nuovi genitori da Novara al paese di Zardino, passando per la porta cittadina che dopo due secoli sarebbe stata sostituita dalla Barriera Albertina.